# Елліотт (округ, Кентуккі)
Шаблон:StateAbbr_ 38°07′00″ пн. ш. 83°06′00″ зх. д. / 38.116666666667° пн. ш. 83.1° зх. д.
Округ Елліотт (англ. Elliott County) — округ (графство) у штаті Кентуккі, США. Ідентифікатор округу 21063.

## Історія
Округ утворений 1869 року.

## Демографія
За даними перепису
2000 року
загальне населення округу становило 6748 осіб, усе сільське.
Серед мешканців округу чоловіків було 3291, а жінок — 3457. В окрузі було 2638 домогосподарств, 1926 родин, які мешкали в 3107 будинках.
Середній розмір родини становив 3,02.
Віковий розподіл населення поданий у таблиці:
| Стать    | До 15 років | 15-21 | 22-29 | 30-39 | 40-49 | 50-65 | 65-85 | Понад 85 |
| -------- | ----------- | ----- | ----- | ----- | ----- | ----- | ----- | -------- |
| Чоловіки | 695         | 371   | 333   | 420   | 526   | 577   | 330   | 39       |
| Жінки    | 707         | 331   | 341   | 471   | 502   | 573   | 439   | 93       |

## Суміжні округи
- Картер — північ
- Лоуренс — схід
- Морган — південь
- Роуен — захід

## Виноски
1. ↑  U.S. Decennial Census. United States Census Bureau. Архів оригіналу за 26 квітня 2015. Процитовано 14 серпня 2014.
2. ↑  Historical Census Browser. University of Virginia Library. Архів оригіналу за 11 серпня 2012. Процитовано 14 серпня 2014.
3. ↑  Population of Counties by Decennial Census: 1900 to 1990. United States Census Bureau. Архів оригіналу за 13 жовтня 2014. Процитовано 14 серпня 2014.
4. ↑  Census 2000 PHC-T-4. Ranking Tables for Counties: 1990 and 2000 (PDF). United States Census Bureau. Архів оригіналу (PDF) за 18 грудня 2014. Процитовано 14 серпня 2014.
5. ↑  State & County QuickFacts. United States Census Bureau. Архів оригіналу за 7 червня 2011. Процитовано 6 березня 2014.
6. ↑  American FactFinder. Бюро перепису населення США. Архів оригіналу за 21 травня 2008. Процитовано 31 січня 2008.

| США | Це незавершена стаття з географії США. Ви можете допомогти проєкту, виправивши або дописавши її. |